# Distretto di Žavhlant
Il distretto di Žavhlant è uno dei sedici distretti (sum) in cui è suddivisa la provincia del Sėlėngė, in Mongolia. Conta una popolazione di 1.827 abitanti (censimento 2008). 